# إيفا غاردنر
إيفا غاردنر (بالإنجليزية: Eva Gardner)‏ هي عازفة باس أمريكية، ولدت في 17 فبراير 1979.